# Brandon, Mississippi
För andra betydelser, se Brandon.
Brandon är en stad (city) som är administrativ huvudort i Rankin County i Mississippi i USA.
Brandon grundades på 1820-talet och fick stadsprivilegier 1831. Orten har fått sitt namn efter Gerard Brandon, Mississippis guvernör vid tidpunkten för grundandet.
Vid 2020 års folkräkning hade Brandon 25 138 invånare. Orten ingår i Jacksons storstadsområde (metropolitan statistical area).

## Kända personer
- Justin Mapp, fotbollsspelare
- Anselm J. McLaurin, politiker